# Belisardo Pumpido Flores
Belisardo Pumpido Flores (Cádiz, 1818 - Santiago de Compostela, La Coruña, 1875) fue un militar español del siglo XIX, que participó en las guerras carlistas y recibió la Cruz Laureada de San Fernando de primera clase, la cruz de la Orden de Carlos III, la cruz de la Orden de San Hermenegildo y la cruz militar de los Defensores de Reus. Fue uno de los primeros oficiales del ejército que se incorporó a la Guardia Civil, poco después de su fundación por el Duque de Ahumada.

## Biografía
Nació en Cádiz el 30 de diciembre de 1818, hijo de José Joaquín Pumpido Sibón, Oficial de la Armada, y de Carmen Flores Montoro, natural de Puerto Real, e hija también de un oficial de la marina de guerra. Era descendiente de un militar francés asentado en Cádiz en el siglo XVIII, que había españolizado su apellido original de Pompidou. Por su procedencia familiar optó por dedicar su vida a la profesión militar, primero en el ejército francés, durante la conquista de Argelia, más tarde en el español, incorporándose a la infantería isabelina y finalmente en la Guardia Civil, recién creada. El 16 de agosto de 1852 contrajo matrimonio con Ramona Puga Blanco, hermana de Luciano Puga Blanco, relevante político y jurista gallego que fue Fiscal del Tribunal Supremo entre 1885 y 1887. Por su heroísmo en el combate recibió las más importantes condecoraciones militares de la época. Falleció en Santiago de Compostela, el 8 de agosto de 1875.

## Conquista de Argelia
La conquista francesa de Argelia se inició en 1830, con el fin de evitar la piratería y la captura y caza de esclavos que se realizaban desde las costas argelinas. El 5 de julio de 1830 los franceses tomaron Argel y el 4 de enero de 1831 Orán, pero la guerra continuó durante los años posteriores. Belisardo Pumpido se enroló muy joven en el ejército francés y participó en dicha guerra de conquista, constando su intervención en la batalla de Constantina que tuvo lugar el 15 de septiembre de 1840, en la que se incautó de una “flisa” árabe, perteneciente a un jefe de tribu, que posteriormente donó al Real Museo Militar español y que figura catalogada en dicho Museo.

## Guerras carlistas

Cruz Laureada de San Fernando

La primera guerra carlista fue una guerra civil que se desarrolló en España entre 1833 y 1840 entre los partidarios del infante Carlos María Isidro de Borbón, conocidos como carlistas, que apoyaban un régimen absolutista, y los de Isabel II, denominados cristinos e isabelinos por apoyar a la regente María Cristina de Borbón y a la reina Isabel. Terminó teóricamente en 1840, con el Abrazo de Vergara, pero en Cataluña persistieron bandas carlistas que no se rindieron tras el final de la guerra, y que actuaban más como bandoleros (trabucaires) que como guerrilleros. La segunda guerra carlista tuvo lugar fundamentalmente en Cataluña entre septiembre de 1846 y mayo de 1849 debido al fracaso de los intentos de casar a Isabel II con el pretendiente carlista, Carlos Luis de Borbón, matrimonio que se planteó como una forma de terminar definitivament con el conflicto dinástico, pero Isabel II se casó con su primo Francisco de Asís de Borbón. Esta segunda guerra carlista incluyó un levantamiento popular en distintos puntos de Cataluña, por descontento social, y por ello las partidas de Matiners carlistas combatieron conjuntamente con grupos de ideología republicana.
Belisardo Pumpido se incorporó al ejército isabelino en el Batallón Provisional Reus núm. 51, formando parte de los Cuerpos Francos de Cataluña, a las órdenes directas del entonces Coronel Juan Prim y aportando la experiencia adquirida en el ejército francés durante la conquista de Argelia. En febrero de 1843 intervino en su primera acción de combate participando en la defensa de la ciudad de Reus (Tarragona). Como consecuencia de esta acción en marzo de 1843 es condecorado con la Cruz Militar de los defensores de Reus y en abril ascendido a Subteniente, por méritos de guerra. La acción de Reus se produjo como consecuencia de un Pronunciamiento del entonces Coronel Juan Prim contra el Regente Espartero.
Dado que la situación insurreccional persistía en dicha región su unidad se traslada a la provincia de Barcelona, y en mayo asciende a Segundo Teniente, por su participación en la defensa de Mataró y en la batalla de San Andrés. En septiembre de 1843 es promovido al empleo de Teniente efectivo de Infantería, también por méritos de guerra, como recompensa por su participación en el asedio de Figueras (Gerona).
El asedio de Figueras, en el que participó el Teniente Belisardo Pumpido, a las órdenes del General Prim, tuvo lugar como consecuencia de que el 8 de junio de 1843 se levantaron tropas en Cataluña para forzar el fin de la minoría de edad de la Reina Isabel II. El General Prim consigue, tras diversas negociaciones, aplacar los ánimos de los sublevados y logra que se reúnan en Figueras para capitular. Pero una vez en la plaza, los sublevados persistieron en su actitud y forzaron al General Prim a iniciar un nuevo bloqueo al castillo. El 17 de noviembre el General Prim declara traidores a los sublevados. Finalmente, los rebeldes capitularon el 10 de enero de 1844.
Después de esta operación militar Belisardo Pumpido, realiza servicios de guarnición a lo largo de 1844 en Ávila y en Burgos y seguidamente es destinado al Batallón Provincial núm. 19, con base en Orense, donde tiene su primer contacto con Galicia, región en la que más tarde se asentará definitivamente.
Pero pronto se traslada nuevamente a Cataluña, para participar en la segunda guerra carlista (1846-1849), desatada por el pretendiente Carlos VI, actuando Belisardo Pumpido siempre dentro de las tropas isabelinas y ya como oficial. Por su heroísmo en el combate contra las fuerzas carlistas obtiene en 1847 la Cruz Laureada de San Fernando de Primera Clase, como recompensa por su enfrentamiento a brotes revolucionarios, entrando en combate en los campos de Sabadell. En 1848 se enrola en el Batallón de Cazadores de África, núm. 1, y ya como Teniente efectivo participa durante los años 1848 y 1849 en diversas operaciones militares contra las fuerzas carlistas por toda Cataluña, especialmente en las provincias de Lérida y Tarragona. El 14 de mayo de 1849, a los treinta años, asciende a Capitán Graduado.

## Traslado a la región gallega y matrimonio en Galicia
Finalizada la segunda guerra carlista, en la que Belisardo Pumpido se destacó como Capitán de las tropas Isabelinas, en 1851 y a la edad de 32 años es destinado al Regimiento Toledo núm. 29, con sede en Zamora, donde solicita pasar a prestar servicio en el ejército de Cuba o Puerto Rico. Pero antes de resolverse esta petición su Regimiento es destinado a la región gallega, tomando definitivo contacto con esta tierra a la que quedará ligado de forma permanente.
En efecto, ya en Galicia, el 16 de agosto de 1852, contrae matrimonio con Ramona Puga Blanco, de 18 años, hija del Coronel de Infantería Manuel María Puga Feijoo, heredero de la Condesa de Gimonde, un militar que en la primera guerra carlista había participado en el bando carlista, pero que con el Abrazo de Vergara se integró en el ejército isabelino, y hermana de Luciano Puga Blanco, destacado político conservador. Para dicho matrimonio Belisardo Pumpido solicitó expresa licencia a la Reina Isabel II, que le fue concedida, según consta en su expediente militar. Continúa, por tanto, en Galicia, sin desplazarse a América, encuadrado en el Regimiento de la Princesa, núm 4.

## Incorporación a la Guardia Civil

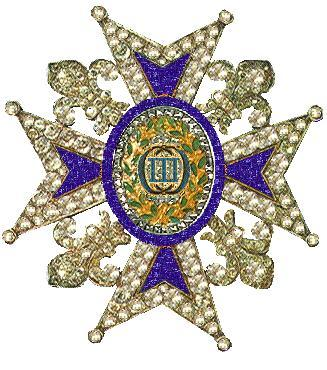
Cruz de la Encomienda de Número de la Orden de Carlos III.

Dado el grave problema de seguridad pública en el ámbito rural tras finalizar la primera guerra carlista, el primer Gobierno tras las regencias, cuyo Ministro de la Gobernación era el Marqués de Peñaflorida, dispuso en el año 1844 que se creara una fuerza armada de doble dependencia, al estilo de la gendarmería europea, que puede ser considerada sucesora de la antigua Santa Hermandad, disuelta poco antes, y que cumplió con funciones similares de 1476 a 1835.
El Mariscal de Campo Ramón María Narváez encargó su organización a Francisco Javier Girón y Ezpeleta, II duque de Ahumada y V marqués de Las Amarillas, quien entonces ostentaba el cargo de inspector general militar. Conforme se detallaba en la norma fundacional, el nuevo cuerpo de naturaleza militar quedaba sujeto al Ministerio de la Guerra en lo concerniente a organización, personal, disciplina y percibo de haberes, y al de Gobernación en cuanto a servicio y movimientos.
Belisardo Pumpido Flores ingresó en 1853 en el Cuerpo de la Guardia Civil. Los cuerpos de infantería y caballería del Ejército aportaron los hombres necesarios para integrarse en el nuevo Cuerpo, siendo los Jefes y Oficiales elegidos con exquisito esmero de entre los más acreditados en la última guerra civil, y propuestos por el General encargado de la organización al Gobierno. Belisardo Pumpido fue seleccionado y designado Teniente por el Duque de Ahumada yendo destinado inicialmente a Valladolid.

## Actuaciones en Navarra
En el mes de mayo de 1853, Belisardo Pumpido es nombrado Teniente Jefe de Línea de Irurzun (Navarra), en el Décimo Tercio de la Guardia Civil, mandado en aquel momento por el Coronel D. Miguel Sanz, donde nuevamente tiene que enfrentarse a las partidas carlistas. El uno de junio toma posesión en Irurzun, permaneciendo allí durante dos años. En el verano de 1854 realiza como Jefe de escolta un traslado relevante de caudales entre Vitoria y Pamplona sufriendo un accidente que le ocasiona lesiones en acto de servicio, cuando debido al intenso calor su caballo cae al suelo, teniendo que ser sacrificado.

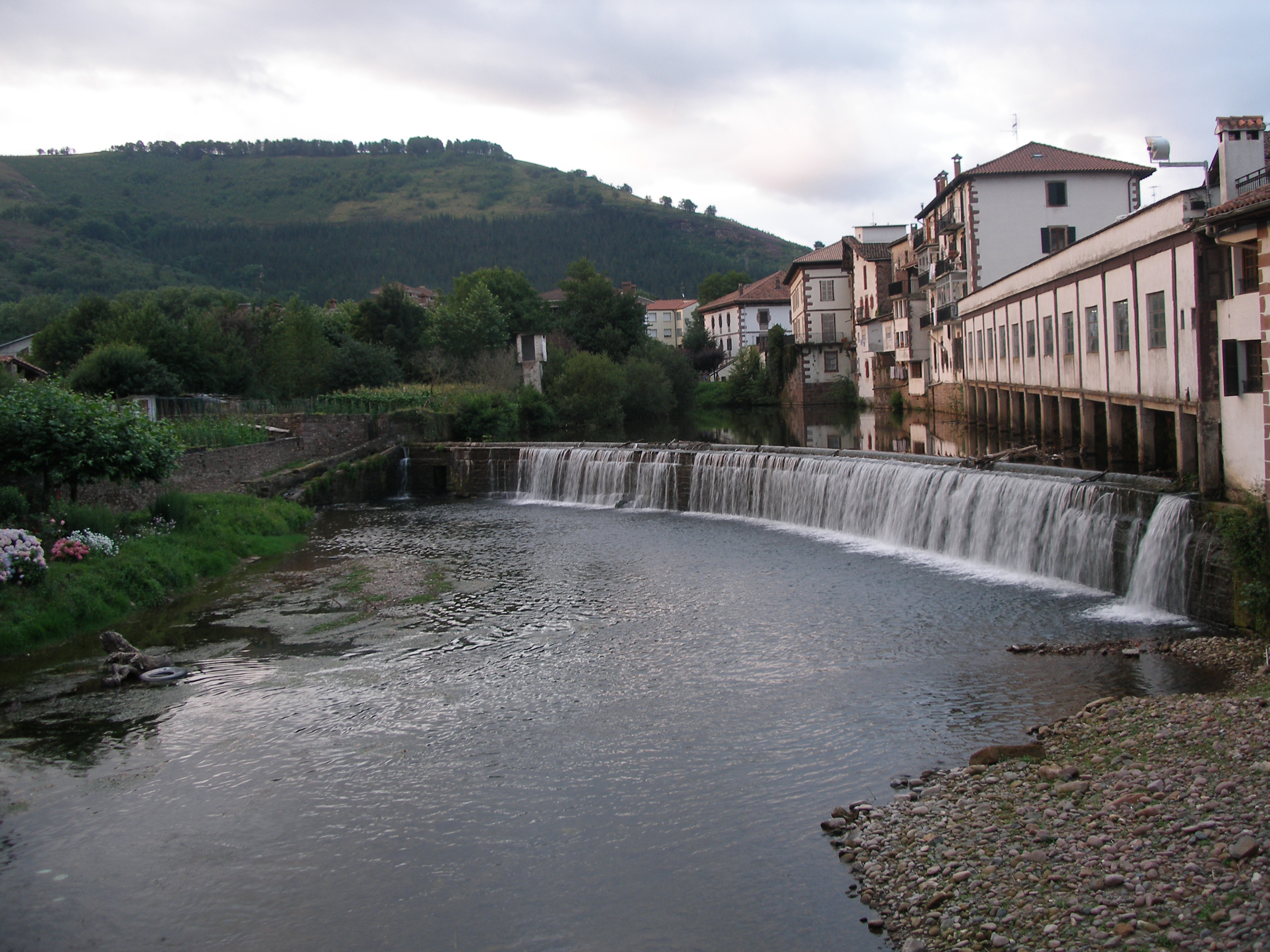
El río Bidasoa o Baztán a su paso por Elizondo.

En febrero de 1855 fue nombrado Jefe de la Línea de Elizondo, capital del Valle del Baztán, muy cerca de la frontera francesa. En ese mismo año 1855 recibe una nueva condecoración: la cruz de la Orden de Carlos III. La recibe por enfrentarse, vencer y perseguir a una facción de Montemolinistas (partidarios de Carlos VI, Conde de Montemolin), procedentes de la localidad de Huarte, acosándolos hasta su completo exterminio y obligando a los supervivientes a refugiarse en territorio francés. Poco después, y en unión de la Gendarmería francesa, asesta un nuevo golpe a los partidarios de Montemolin, descubriendo un importante almacén de armas y cartucheria. En el Baztán permaneció durante cuatro años.
Estas acciones contra los carlistas han de encuadrarse en los intentos de recuperar el trono por parte de Carlos Luis de Borbón y Braganza (Madrid, 31 de enero de 1818 - Trieste, 13 de enero de 1861), Conde de Montemolín, hijo de Carlos María Isidro de Borbón, que fue pretendiente carlista al trono de España con el nombre de Carlos VI, tras la abdicación de su padre el 18 de mayo de 1845. Precisamente en 1855, cuando se producen los enfrentamientos armados por los que Belisardo Pumpido fue condecorado con la cruz de la Orden de Carlos III, el pretendiente carlista desató una insurrección que se inició en el mes de mayo, y que fue consecuencia del fracaso de las negociaciones con Francisco de Asís para llegar a una reconciliación entre las dos ramas borbónicas. Las campañas montemolinistas no pararon, por tanto, con el fin de la Guerra de los Matiners, o segunda guerra carlista, y concretamente en 1855, el capitán Corrales inició en Zaragoza la insurrección que se extendió por Aragón y Navarra, en la que se enmarcan las acciones de Belisardo Pumpido al frente de la Guardia Civil de Elizondo. Esta insurrección fracasó porque desde Madrid se enviaron a los mejores generales, entre ellos a Serrano, que aplastaron a las fuerzas montemolinistas.

## Traslado definitivo a Galicia

Orden de San Hermenegildo

El 19 de abril de 1861, a los 42 años, es ascendido a capitán de la Guardia Civil veterana y se le otorga el mando de una compañía de la comandancia de Lérida. Previo paso temporal por Villaviciosa, Asturias, su larga carrera de traslados se cierra cuando 1 de agosto de 1862 se le asigna el mando de la Compañía de Caldas de Reyes, Pontevedra, dentro del Sexto Tercio, de Galicia. Estando destinado en Galicia recibe su última condecoración, la cruz de la Orden de San Hermenegildo, que le otorga la reina Isabel II por Real Cédula de 20 de julio de 1863, con efectos de 9 de abril, con ocasión de cumplir veinte años de servicio continuado y con el fin de premiar la constancia militar e intachable conducta en el servicio de los Oficiales de los Ejércitos y Armada Nacionales, tal y como se prevé en el Reglamento de la Orden de 10 de julio de 1815.
En la Real Cédula en la que la Reina Isabel Segunda le nombra caballero de la Orden de San Hermenegildo, y que se conserva en el Archivo Militar de Segovia, se dice que se otorga el nombramiento una vez consultado el Tribunal Supremo de Guerra y Marina, por su constancia militar, y manda a todos los Capitanes Generales, Gobernadores, Justicias y demás autoridades del Reino que le reconozcan como Caballero de la Orden, y al Capitán General de la región de destino, que le imponga la Cruz con las formalidades previstas en el Reglamento.
El 29 de marzo de 1863, a los 44 años sufre un derrame cerebral, que le inmoviliza la parte derecha del cuerpo y le ocasiona la pérdida casi total del habla. Como consecuencia de ello el 8 de noviembre de 1866, a los 48 años, se le concede el retiro Militar definitivo, por enfermedad, cumplidos 25 años de servicio
Tras su retiro, se trasladó a vivir a Santiago de Compostela  (La Coruña), con su numerosa familia, fijando su residencia en la calle San Francisco 18, enfrente de la Facultad de Medicina, en una casa propiedad de su esposa, Ramona Puga. El 27 de septiembre de 1867 tomó el hábito seglar de la Venerable Orden Tercera, de manos del Padre Visitador, Fray José Blanco. El 8 de agosto de 1875 falleció en Santiago, a los 56 años de edad, siendo enterrado en el Cementerio de la Venerable Orden Tercera, en el cercano convento de San Francisco.

## Historia familiar

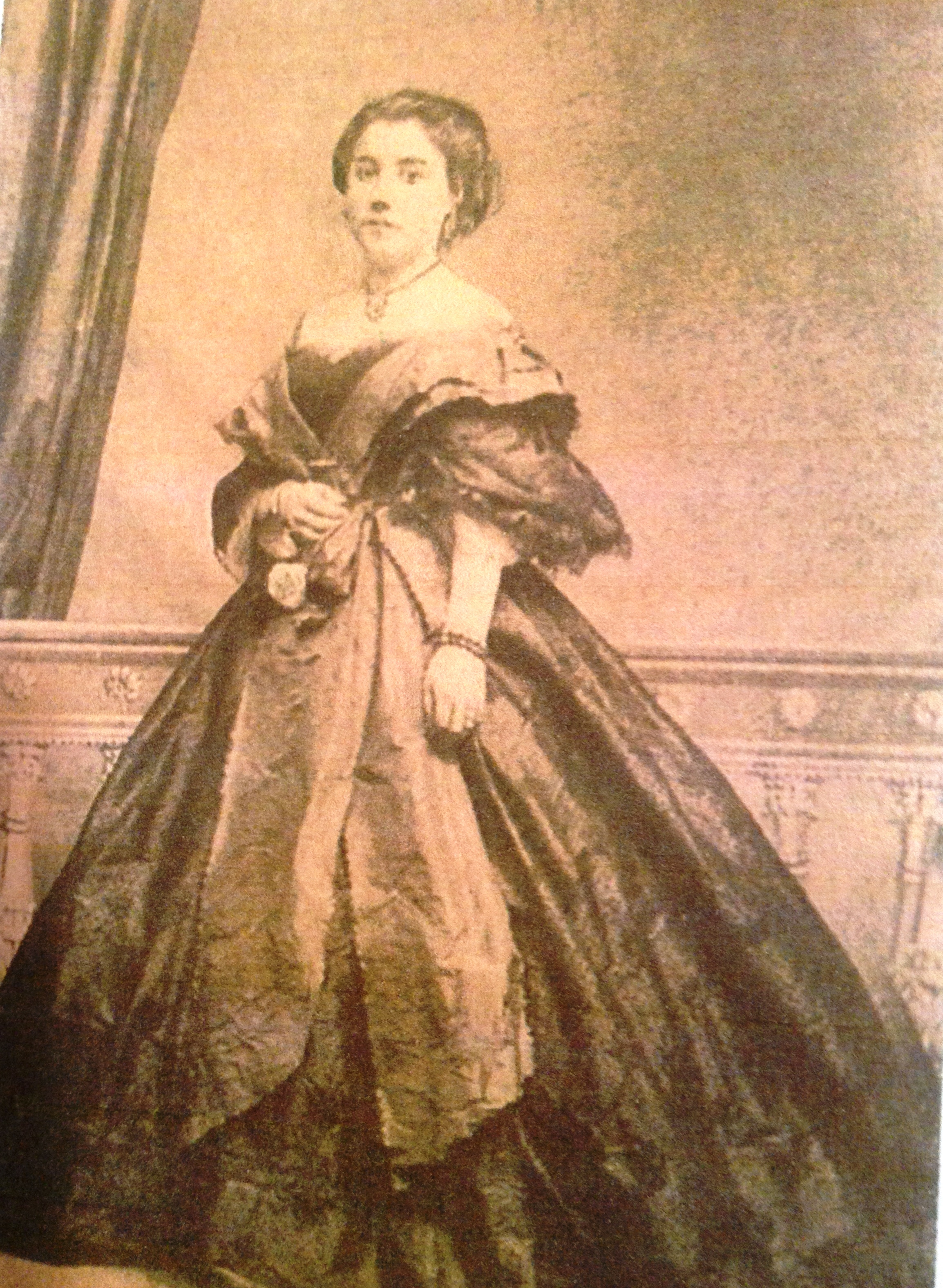
Dª. Ramona Puga Blanco, esposa de Belisardo Pumpido Flores.

El capitán Belisardo Pumpido y su esposa Ramona Puga Blanco, tuvieron siete hijos, según el testamento de doña Ramona, otorgado en Santiago de Compostela el 7 de noviembre de 1899, y han dado lugar a una larga saga familiar en Galicia, con extensiones en Cuba, Florida, Nueva York, Argentina, Ecuador  y otros lugares de América.
Sus hijos fueron:
- Ernesto Pumpido Puga, sacerdote.

- Manuela Pumpido Puga, nacida en Elizondo (Navarra) y casada con Cándido Conde Fernández, abogado y notario de Ferrol (La Coruña), entre cuyos descendientes se encuentran:
  - Andrés Freire Conde, (1927-2020) teniente general de artillería y excelente pintor, que fue capitán general de Valencia
  - Cándido Conde Dixon (1925-1997), destacado pintor y marino, y
  - Cándido Conde-Pumpido (1949-), magistrado del Tribunal Constitucional, que fue fiscal general del Estado,

- Ramón Pumpido Puga, militar, casado con María Manresa, que participó en la guerra de Cuba, y se instaló en Cienfuegos, entre cuyos descendientes se encuentran:

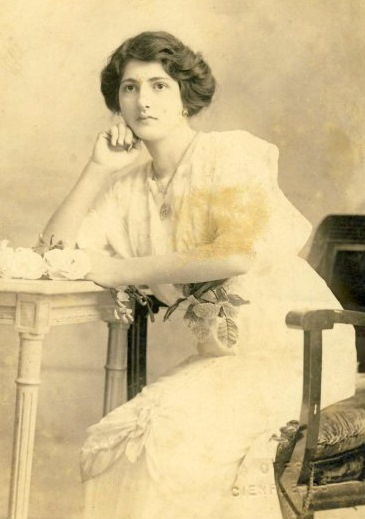
América Pumpido, hija de Ramón Pumpido Puga

- - José W. Fernández, natural de Cienfuegos (Cuba), secretario de Estado adjunto de Economía, Energía y Asuntos Comerciales de Estados Unidos, nieto de América Pumpido Manresa y bisnieto de Ramón Pumpido Puga.
  - Fernando Bujones (1955-2005), famoso bailarín cubano-estadounidense, nieto de Pura Pumpido Manresa, y bisnieto de Ramón Pumpido Puga, que contrajo matrimonio con Marcia Kubitschek, hija del Presidente de la República de Brasil, Juscelino Kubitschek.
  - Alejandra Patricia Bujones Kubitschek, bisnieta de Pura Pumpido Manresa y nieta del Presidente de Brasil.

- Antonio Pumpido Puga, médico, que se trasladó a Argentina.
  - Uno de sus descendientes es Nery Pumpido, que fue portero de la selección argentina de fútbol cuando Argentina ganó el campeonato del mundo en 1986.

- Carmen Pumpido Puga, casada con Andrés Regueiro, abogado y notario en Carballo (La Coruña).
  - Su hijo fue el Registrador Luciano Regueiro Pumpido.
  - Su hija Maruja Regueiro Pumpido fue la esposa del médico coruñés Pedro Abelenda Díaz.
  - Su nieta Carmen Abelenda Regueiro fue la esposa del político coruñés Rafael Salgado Torres.

- Manuel Pumpido Puga, casado con Herminia Esperante
  - Los hermanos Luciano,  José Luis y Manuel Calvo Pumpido, propietarios del importante grupo empresarial Conservas Calvo, son nietos de Manuel Pumpido Puga y Herminia Esperante.
  - También lo es Luis Astray Pumpido, conocido abogado de La Coruña.

- Belisardo Pumpido Puga, fallecido soltero y sin descendencia.